# Логери, Джеки
Жаклин «Джеки» Логери (англ. Jacqueline "Jackie" Loughery; 18 апреля 1930 — 23 февраля 2024) — первая Мисс Нью-Йорк и победительница первого конкурса красоты «Мисс США 1952», прошедшего в Лонг-Бич, Калифорния. В 1952 году она завоевала титул во втором туре голосования. Логери представляла США на первом конкурсе «Мисс Вселенная 1952», где она заняла девятое место.

## Биография
Частью её приза, после получения титула мисс США, был контракт с кинокомпанией Universal Pictures, благодаря которому она снималась в кино и на телевидении. Она приняла сценическое имя Эвелина Эйвери (это имя она использовала, когда она завоевала титул Мисс США), а также выступала и под своим именем. В 1951 году она появилась в телешоу Seven at Eleven. В 1954 году она была помощником Джонни Карсона в игровом шоу «Заработай свой отпуск». Она появилась в нескольких фильмах, в том числе «Pardners» с молодыми актёрами Мартином и Льюисом и фильме The D.I.с Джеком Уэббом. Она снялась с Эдгаром Бьючененом и Джек Буфелом в телесериале 1956 года «Судья Рой Бин» в роли племянницы Бина, Летти. Логери также снималась в многочисленных телевизионных программах, на протяжении 1950-х и 1960-х годов, в том числе в короткометражке «26 мужчин» в эпизоде «Runaway Stage». В 1958 году она снялась в эпизоде телесериала «Альфред Хичкок представляет».
В 1957 и 1958 годах она пять раз участвовала в шоу «Burns and Allen», три раза как Джойс Коллинз, а два − как Вики Донован. В 1963 году она появилась в сериале «Перри Мейсон», в роли Нелл Граймс, которая убила своего мужа, главного героя, в серии «The Case of the Bigamous Spouse».
В октябре 1953 года Логери вышла замуж за певца Гая Митчелла. Этот брак распался, и она снова вышла замуж, за актёра Джека Уэбба, в июле 1958 года. Она развелась с Уэббом в марте 1964 года и вышла замуж за своего нынешнего мужа по фамилии Свитцер (или Швитцер), с которым живёт в Энсино, штат Калифорния.
Скончалась 23 февраля 2024 года.